# Luis Nassif
Luís Nassif (Poços de Caldas, 24 de maio de 1950) é um jornalista brasileiro. Foi colunista e membro do conselho editorial da Folha de S.Paulo, escrevendo por muitos anos sobre economia neste jornal. Nas composições que faz dos possíveis cenários econômicos, não deixa de analisar áreas correlatas que também são relevantes na economia, como o sistema de Ciência & Tecnologia. Desde 2013, mantém o Jornal GGN e integra ICL Notícias.
Nassif também é compositor, bandolinista e pesquisador de choro.

## Biografia
De ascendência italiana e libanesa, sua primeira experiência jornalística foi aos treze anos de idade, editando o jornal do Grupo Gente Nova, de Poços de Caldas. Aos quinze, fez estágio no Diário de Poços, durante o período de férias escolares.
Depois de se formar no segundo grau, em 1969, na cidade de São João da Boa Vista, passou no vestibular para a ECA e começou a trabalhar profissionalmente em 1º de setembro de 1970, como estagiário da revista Veja. Foi efetivado no início de janeiro de 1971. Em 1974 tornou-se repórter de economia da revista. No ano seguinte, ficou responsável pelo caderno de finanças.
Em 1979 transferiu-se para o Jornal da Tarde, na qualidade de pauteiro e chefe de reportagem de economia. Lá, criou a seção Seu Dinheiro, primeira experiência de economia pessoal da imprensa brasileira, e o caderno Jornal do Carro. Em 1983 mudou-se para a Folha de S.Paulo, onde no fim do ano criou a seção Dinheiro Vivo e participou do projeto de criação do Datafolha. Em 1986 ganhou o Prêmio Esso, categoria principal, com a série de reportagens sobre o Plano Cruzado. Ele ficaria no jornal até 1987.
No início dos anos 1980, organizou com a seccional São Paulo da Ordem dos Advogados do Brasil um seminário com todas as subseções da OAB, que resultou na primeira grande campanha pelos direitos do consumidor, a dos mutuários do Sistema Financeiro da Habitação.
Nessa mesma década, foi um dos apresentadores do programa São Paulo na TV, ao lado de Paulo Markun e Silvia Poppovic, umas das primeiras experiências de produção independente na TV aberta brasileira. Produzido pela Abril Vídeo, era veiculado na TV Gazeta. Em 1985, criou o próprio programa na TV Gazeta, chamado Dinheiro Vivo. Em 1987, a partir do programa, nasceu a Agência Dinheiro Vivo, de informações de economia e negócios.
Em 1990, passou a apresentar o programa Dinheiro Vivo na emissora pública TVE Brasil. Posteriormente, seria acusado de não repassar à emissora pública os 20% referentes à quantia que recebia de patrocinadores de seu programa, embora assim estivesse obrigado por contrato.
Nassif retornou, em 1991, para a Folha de S.Paulo, como colunista de economia. Em 2006, seu contrato não foi renovado. Luis Nassif foi, ainda, comentarista econômico da Rede Bandeirantes e da TV Cultura. Também atuou no rádio, como um dos apresentadores do Jornal Gente, na Rádio Bandeirantes de São Paulo, ao lado de José Paulo de Andrade e Salomão Ésper.
Retornou para a TVE Brasil, agora renomeada como TV Brasil, apresentando o programa Brasilianas.org. O programa foi exibido até 2016.

## Jornal GGN
Em abril de 2013, Nassif lançou o piloto do Jornal GGN (Grupo Gente Nova), um jornal eletrônico, o jornal de todos os Brasis, um projeto jornalístico cujo propósito era aprofundar temas relevantes pouco abordados pela mídia convencional, tais como gestão, inovação, direitos sociais, justiça de transição etc., além de fazer uma cobertura comentada das notícias do dia. No mesmo ano, em outubro, fechou uma parceria de conteúdo do Jornal GGN com o iG, que por cinco anos hospedara o seu Blog do Nassif. Começou a também publicar no portal uma coluna com análises políticas e econômicas de temas apresentados e discutidos no GGN.
Posteriormente, o Jornal GGN tornou-se um portal independente, dedicado à produção de conteúdo crítico, a partir da construção coletiva de notícias ligadas a cidadania, política, economia, cultura e desenvolvimento, com a participação efetiva dos especialistas no conteúdo. O portal adotou um modelo de jornalismo colaborativo, procurando, segundo Nassif, escapar da dicotomia esquerda–direita que tem caracterizado o jornalismo online. O portal tem, ainda, como um dos seus propósitos declarados, a montagem de mini-redes sociais especializadas, com os principais grupos de discussão — do setor público e privado — para aprofundar os temas relevantes do Brasil do século XXI, cobrindo não apenas o factual, mas as visões estratégicas de país. Porém, em 2019 foi classificado pelo Observatório da Imprensa como um veículo de mídia de esquerda.

## Prêmios
Luís Nassif foi vencedor do Prêmio de Melhor Jornalista de Economia da Imprensa Escrita do site Comunique-se nos anos de 2003, 2005 e 2008, em eleição direta da categoria. Também recebeu o Prêmio iBest de Melhor Blog de Política, em eleição popular e da Academia iBest.

## Processos judiciais
A gestão, em 1990, de Leleco Barbosa — filho do apresentador Chacrinha —, à frente da empresa estatal TV Educativa motivou uma auditoria instalada pelo Ministério da Educação, para apurar possíveis irregularidades administrativas, tais como o caso do produtor Luís Nassif, responsável pela produção do programa Dinheiro Vivo, que não teria declarado a quantia que recebia de patrocinadores, embora estivesse obrigado, por contrato, a repassar 20% da arrecadação para a emissora. Leleco foi afastado do cargo em outubro de 1991, após uma série de denúncias de corrupção e malversação de recursos financeiros.
Em outubro de 2002, o jornalista havia sido inicialmente condenado, em primeira instância, a três meses de detenção e ao pagamento de dez salários mínimos por publicar uma nota no jornal Folha de S.Paulo sobre uma ação movida pela empresa Mendes Júnior contra a Companhia Hidrelétrica do São Francisco (CHESF), na qual afirmava que a ação era uma das mais atrevidas aventuras contra os cofres públicos. Entretanto, em janeiro de 2004, essa sentença foi revertida junto ao Tribunal de Alçada Criminal de São Paulo. Na sentença que absolveu Nassif, entendeu-se que houve simples descuido do jornalista e não a intenção de ofender a honra alheia. O tribunal acrescentou que condenar o querelado seria, inegavelmente, cercear a liberdade de manifestação ou de expressão e o acesso à informação, em patente maltrato ao art. 5º, incisos IV e XIV, da Constituição Federal, e até ao inciso XIII, do mesmo dispositivo.
Iniciou em 2007 uma série de artigos sobre os bastidores e novo rumo editorial adotado pelo semanário Veja, na qual analisa estratégia adotada pela Editora Abril e como a escolha adotada foi a de emular o que o magnata das comunicações Rupert Murdoch definiu para a Fox News nos Estados Unidos. Por alguns desses artigos, foi processado pelo editor da revista e condenado pela justiça, em 2010, a pagar uma indenização de 50 mil reais, com possibilidade de recurso.
Em 11 de agosto de 2005, ainda com o País passando pela crise política ocasionada pelas revelações no escândalo do mensalão, Nassif repreendeu em sua coluna para a Folha de S.Paulo o fato de Mainardi ter se utilizado do off the record, garantia de não mencionar a identidade da fonte do jornalista, durante conversa com o deputado José Janene do PP e mesmo assim escrever na sua coluna para a Veja revelando quem era a sua fonte e ainda se vangloriado de tal fato. Na sua coluna na edição seguinte  de Veja Mainardi insinuou que Nassif receberia na Dinheiro Vivo patrocínios indevidos do BNDES. Coincidentemente nessa mesma edição de Veja que Mainardi fez acusações contra Nassif empresas de telefonia controladas pelo grupo empresarial de Daniel Dantas tiveram grandes anúncios publicados. Em alguns dos seus textos para a Folha entre junho e agosto de 2005 Nassif analisou a delicada situação de Daniel Dantas para manter o controle acionário em empresas de telefonia e que suas empresas teriam contratos com uma das firmas publicitárias de Marcos Valério.
Em 2008, Veja publicou artigo de Diogo Mainardi afirmando que Nassif teria sido demitido da Folha por fazer lobby por meio de sua coluna. Entretanto, Otávio Frias Filho, diretor de redação da Folha de S.Paulo, declarou que a saída do jornalista foi decisão tomada em conjunto. Doze anos após Diogo Mainardi ter acusado Nassif de usar sua coluna na Folha para fazer lobby e que o BNDES concedia benefícios injustificados para a Dinheiro Vivo, o judiciário obrigou a Veja a publicar o direito de resposta para Nassif.
Em 25 de fevereiro de 2010 o jornalista foi condenado pela 4ª Câmara de Direito Privado do Tribunal de Justiça de São Paulo, juntamente com o Portal IG, a indenizar o diretor da revista Veja, Eurípides Alcântara, devido a uma série de quatro artigos em seu blog nos quais Nassif afirmou que Eurípides Alcântara seria o contato direto de Daniel Dantas com a Veja, e que isso seria decorrente de um acordo operacional entre a revista e o Grupo Opportunity. Por maioria, a turma julgadora entendeu que ficou nítido o abuso contra o diretor da revista; segundo o desembargador Carlos Teixeira Leite Filho, o apelado Luis Nassif, autor das palavras, não só admitiu, como as reiterou, pelo que, após refletir sobre seu significado, têm-se o suficiente para bem identificar a intenção de menosprezar e agredir moralmente o apelante [Eurípedes]. A indenização foi estabelecida em 100 mil reais (R$ 50 mil para cada um dos réus); ainda cabe recurso da decisão.
Em abril de 2015 Nassif divulgou um mandado de citação via postal em que o presidente da Câmara dos Deputados, Eduardo Cunha, solicita indenização por dano moral devido a uma reportagem publicada em 2013 no blog do jornalista e considerada ofensiva por Cunha. Em resposta, Nassif solicitou aos leitores do blog que colaborassem em uma compilação de notícias publicadas sobre o deputado.
Em agosto de 2020, o banco BTG Pactual alegou difamação contra Nassif e a jornalista Patrícia Faermann por reportagens publicadas no Portal GGN mostrando as ligações entre o BTG Pactual e licitações em São Paulo, manobras no COAF, o regime da capitalização no Chile entre outras coisas.  A Justiça em decisão liminar de agosto de 2020 ordenou a remoção de onze reportagens do portal. Em outubro do mesmo ano a decisão foi revogada. Em setembro de 2022 o STF derrubou em definitivo a censura imposta a Nassif, Patrícia Faermann e o Portal GGN e as reportagens já podem ser vistas.

## Obras
Literárias:
- O Menino do São Benedito e Outras Crônicas (2001, Ed. Senac, São Paulo, 456 pp.) - 126 crônicas com as reminiscências e impressões pessoais de Nassif sobre diversos temas, como a infância em Poços de Caldas, MPB, esporte e o país.
- O Jornalismo dos Anos 90 (2003, Ed. Futura, 320 pp.) - analisa a cobertura da imprensa em diversos episódios como o impeachment de Fernando Collor, o caso da Escola Base, o do Bar Bodega e outros.[31][32]
- Os Cabeças-de-Planilha (2007, Ed. Ediouro, 312 pp.) - analisa a economia nos governos de FHC e traça um paralelo entre a Política do Encilhamento de Rui Barbosa e a sobrevalorização cambial dos primeiros anos do Plano Real com Pedro Malan e Gustavo Franco.[33][34]

Fonográficas:
- Roda de Choro Nosso Choro  (RGE CD, 1996),  acompanhado pelo grupo Nosso Choro, formado por Zé Barbeiro (violão), Miltinho de Mori (cavaquinho e arranjos), Stanley (clarinete), Bombarda (acordeon) e Marcelo (pandeiro).[35]